# هوارد اسپنسر
هوارد اسپنسر (به انگلیسی: Howard Spencer) بازیکن فوتبال زادهٔ ۲۳ اوت ۱۸۷۵ اهل کشور انگلستان بود که سابقهٔ بازی در تیم ملی فوتبال انگلستان را در کارنامهٔ خود دارد. وی در تاریخ ۲۹ مارس ۱۸۹۷ نخستین بازی ملی خود را در مقابل تیم ملی فوتبال ولز انجام داد و با حضور در ۶ بازی ملی، در تاریخ ۱ آوریل ۱۹۰۵ واپسین بازی ملی‌اش را در برابر تیم ملی فوتبال اسکاتلند برگزار کرد.